# Mamoudou Maïdah
Mamoudou Maïdah (* 1924 in Tessaoua; † 4. November 2005 in Niamey; auch Mamadou Maïdah) war ein nigrischer Lehrer und Politiker.

## Leben
Mamoudou Maïdah gehörte der Volksgruppe der Hausa an. Er ging in Tessaoua, Maradi und Niamey zur Schule. Von 1942 bis 1945 besuchte er die Normalschule in Katibougou und arbeitete anschließend vier Monate lang als Lehrer in Tahoua. Danach diente er bis 1947 bei den Tirailleurs sénégalais. In den darauffolgenden zehn Jahren war Mamoudou Maïdah als Lehrer in Tahoua, Madarounfa, Maradi, Gazaoua und Tibiri tätig. Er absolvierte 1955 eine dreimonatige Fortbildung in Saint-Cloud in Frankreich und wurde 1958 Schuldirektor in Tanout.
Am 20. Dezember 1958 wurde Mamoudou Maïdah als Minister für Land- und Forstwirtschaft in die Regierung von Premierminister Hamani Diori berufen. Er blieb bis 1974 mit wechselnden Ressorts Regierungsmitglied. Am 31. Dezember 1960 wurde er Unterrichtsminister, am 25. Juni 1963 Minister für die Wirtschaft im ländlichen Raum und am 22. November 1970 Außenminister. Ab 17. August 1972 hatte er die Funktion des der Präsidentschaftskanzlei zugeteilten Ministers inne und am 26. September 1972 wurde er schließlich Informationsminister.
Am 15. April 1974 wurde Hamani Diori durch einen Putsch von Seyni Kountché abgesetzt. Mamoudou Maïdah wurde wie fast alle Minister verhaftet und im Militärlager von Agadez eingesperrt. Er wurde erst im November 1987 unter Präsident Ali Saïbou wieder freigelassen. Danach gründete und leitete er in Maradi eine Schule namens Collège Lako.

## Ehrungen
- Ritter des Orden vom Schwarzen Stern
- Offizier des Nationalordens Nigers
- Kommandeur der Ehrenlegion
- Großes Verdienstkreuz des Verdienstordens der Bundesrepublik Deutschland[3]
- Orden der günstigen Wolken 2. Klasse[4]